# Badminton-Bundesligen
Die beiden Badminton-Bundesligen sind die höchsten Spielklassen für Mannschaften im deutschen Badmintonprofisport. Während die 2. Badminton-Bundesliga in Nord und Süd aufgeteilt ist, wird die 1. Badminton-Bundesliga deutschlandweit gespielt. Der deutsche Mannschaftsmeistertitel wird dabei am Ende der jährlichen Saison durch ein Final-Four-System ausgespielt, wobei die vier Tabellenbesten gesondert gegeneinander im K.O.-System antreten.
Seit dem Juli 2020 wird der Spielbetrieb vom Deutschen Badminton Ligaverband e.V. (DBLV) organisiert. Vom Deutschen Badminton-Verband (DBV) ist seitdem nur noch der Vizepräsident mit involviert.

## Die einzelnen Saisons zwischen 2009 und 2019 der 1. Liga
- Badminton-Bundesliga 2009/10
- Badminton-Bundesliga 2011/12
- Badminton-Bundesliga 2011/12
- Badminton-Bundesliga 2012/13
- Badminton-Bundesliga 2013/14
- Badminton-Bundesliga 2014/15
- Badminton-Bundesliga 2015/16
- Badminton-Bundesliga 2016/17
- Badminton-Bundesliga 2017/18
- Badminton-Bundesliga 2018/19
- Badminton-Bundesliga 2019/20
- Badminton-Bundesliga 2020/21
- Badminton-Bundesliga 2021/22
- Badminton-Bundesliga 2022/23
- Badminton-Bundesliga 2023/24